# Xavier de Zengotita Bayona
Xavier de Zengotita Bayona   (segle XIX - segle XX) fou un poeta i traductor, d'estètica modernista i decadentista. És autor de Filosofies en vers (1904) i les proses poètiques Cartes de dona (1906).
Segons Jordi Castellanos, cal enquadrar-lo dins de la primera etapa del decadentisme, de 1899 a 1906 (la segona aniria del 1906 al 1910), que tenia com a centres de cohesió publicacions com «La Renaixensa», «Els Quatre Gats» i, sobretot, la revista «Joventut». Zengotita fomava part, dins d'aquesta etapa del decadentisme, del corrent d'escriptors atrets per la tradició francesa (Pierre Loti, Paul Bourget, Marcel Prévost, Jean Lorrain, Maupassant, Flaubert i Pierre Louÿs, entre altres), que es dirigien a un públic esnob i sensible, implícitament femení. Així, indica Castellanos, el volum Cartes de dona, està escrit seguint els models prestigiosos de Marcel Prévost i de Jacinto Benavente.
Membre del moviment catalanista, fou un dels detinguts per la policia la vigília de l'11 de setembre de 1901, per participar en l'ofrena floral a Rafael Casanova organitzada per l'associació «Sempre Avant», i fou un dels fundadors de l'associació «La Reixa», afiliada a la Unió Catalanista, de la qual n'eren membres les persones que havien estat a la presó per motius polítics, en concret «els qui hagin estat detinguts alguna vegada per actes fent manifestació d'amor a la Pàtria Catalana».